# Julio San Emeterio Abascal
Julio San Emeterio Abascal (Torrelavega, Cantàbria, 31 de març de 1930 – San Felices de Buelna, Cantàbria, 28 d'abril de 2010) va ser un ciclista espanyol que fou professional entre 1954 i 1965. En el seu palmarès destaca una victòria d'etapa a la Volta a Espanya de 1959. Aquell mateix any va ajudar a Federico Martín Bahamontes a guanyar el Tour de França.
Una vegada retirat passà a dirigir diferents equips ciclistes, fins a retirar-se el 1990.

## Palmarès
- 1954
  - 1r al Circuito Montañés
- 1957
  - Vencedor de 2 etapes a la Volta a Colòmbia
- 1958
  - Vencedor d'una etapa a la Volta a Catalunya
  - Vencedor d'una etapa al Gran Premi de la Bicicleta Eibarresa
- 1959
  - Vencedor de 2 etapes al Gran Premi de la Bicicleta Eibarresa
  - Vencedor d'una etapa a la Volta a Espanya
- 1961
  - 1r a la Klasika Primavera
  - Vencedor d'una etapa a la Volta a Catalunya

### Resultats al Tour de França
- 1958. Abandona (1a etapa)
- 1959. 40è de la classificació general
- 1960. Abandona (4a etapa)
- 1961. 49è de la classificació general
- 1963. 75è de la classificació general

### Resultats a la Volta a Espanya
- 1955. 56è de la classificació general
- 1957. 48è de la classificació general
- 1958. 7è de la classificació general
- 1959. 20è de la classificació general. Vencedor d'una etapa
- 1963. 43è de la classificació general

### Resultats al Giro d'Itàlia
- 1962. 22è de la classificació general